# Disynaphiinae
Disynaphiinae je podtribus glavočika,  dio tribusa Eupatorieae. Postoji 10 rodova raširenih po Južnoj Americi.
Ime ovog podplemena potječe od njegovog tipičnog roda Disynaphia.

## Rodovi
1. Urolepis (A. DC.) R.M. King & H.Rob. (1 sp.)
2. Radlkoferotoma Kuntze (3 spp.)
3. Malmeanthus R.M.King & H.Rob. (3 spp.)
4. Acanthostyles R.M.King & H.Rob. (2 spp.)
5. Symphyopappus Turcz. (13 spp.)
6. Raulinoreitzia R.M.King & H. Rob. (3 spp.)
7. Disynaphia Hook. & Arn. ex DC. (14 spp.)
8. Campovassouria R.M.King & H.Rob. (2 spp.)
9. Grazielia R.M.King & H.Rob. (12 spp.)
10. Neocabreria R.M.King & H.Rob. (6 spp.)